# 风垭乡
风垭乡（風埡公社），是中華人民共和國四川省鄰水縣曾经下辖的一个乡。

## 沿革[2]
- 1953年4月24日。第五區()公所從九峰鄉划出3個村，增建風埡鄉人民政府。1955年3月，改隸第六區(九龍區)公所。1956年1月16日，風埡鄉人民政府改稱風埡鄉人民委員會。1958年9月22日，風埡鄉人委改稱風埡人民公社。1969年2月8日，經縣人武部黨委批准，風埡人民公社革命委員會成立。1976年10月粉碎「四人幫」後，風埡人民公社的行政組織機構仍然是革命委員會。1981年3月·縣委決定撤銷風埡人民公社革委會，建立風埡人民公社管理委員會，管委會設正、副主任。1984年1月，根據中共中央體制改革要求，縣委又決定撤銷風埡人民公社管委會，建立風埡鄉人民政府。
- 2019年12月，撤销风垭乡，将所属行政区域划归九龙镇管辖。[3]

## 行政区划
风垭乡撤销前下辖以下地区：
新橋村、五里沖村、黃嶺村、楊柳溝村、沙壩村、五柏樹村。